# Trappen
Trappen är en svensk komediserie i fyra avsnitt som sändes i Sveriges Television december 1991 - januari 1992.
Handlingen utspelade sig i ett hyreshus där två bröder förälskade sig i samma flicka. Serien presenterades som en svensk motsvarighet till Pang i bygget ("Fawlty Towers"), men fullt så lyckad blev den inte.
Göteborgsprofilerna Ulf Dohlsten, Puck Ahlsell och Maria Hedborg spelade huvudrollerna. I övriga roller sågs bland annat Laila Westersund och Inger Hayman. Eva Bergman regisserade serien.

## Rollista
- Ulf Dohlsten - Reidar
- Puck Ahlsell - Hasse
- Maria Hedborg - Anna
- Lena Endre - Hasses fru
- Lasse Brandeby - fläktarbetare
- Lena Brogren - Gittan
- Eivin Dahlgren - chefen
- Sven-Åke Gustavsson - glasmästare
- Inger Hayman - mamman
- Henric Holmberg - microvågsugnsförsäljare
- Rolf Holmgren - kaféföreståndare
- Anna Kristina Kallin - skolpsykolog
- Claes Malmberg - fläktarbetare
- Margareta Niss - kassörska
- Laila Westersund - Gerda
- Iwar Wiklander - vicevärd
- Tomas von Brömssen - spårvagnspassagerare